# Snapshot
Uno snapshot, letteralmente una "istantanea", è generalmente la cattura di stato di un oggetto in un determinato momento nel tempo. Il termine è stato coniato come analogia a quello usato in fotografia.
Il termine è utilizzato in italiano in particolare in riferimento a software di grafica o più in generale in informatica. Rappresenta uno stato del sistema in uno specifico momento, una fase di lavoro che si vuole "fermare" nel caso che le variazioni che si stanno per compiere non ci soddisfino. Le snapshot consentono quindi per esempio di vedere versioni alternative di una stessa immagine, per poter scegliere la migliore.
Nei sistemi informatici, una snapshot è un'istantanea dello stato di un sistema in un particolare momento, e può fare riferimento a una copia reale del sistema. Per esempio, una Maven snapshot è una delle molteplici versioni provvisorie che possono esistere tra una versione "taggata" e quella successiva di un artefatto Maven.  Può fare riferimento a una copia reale dello stato di un sistema o ad una capacità fornita da certi sistemi.